# 選戰風雲
是一部於2011年上映的美国政治惊悚片，喬治·克隆尼執導，改编自博·威廉曼2008年的舞台劇《法拉格北站》。瑞恩·高斯林、喬治·克隆尼、菲臘·西摩·荷夫曼、保羅·吉馬蒂及伊雯·瑞秋·伍德主演。
《選戰風雲》為第68屆威尼斯電影節和第27屆海法國際電影節的開幕片，並且在2011年多倫多國際影展上展出。直到2011年10月7日才在美國廣泛發行。

## 剧情
改編自百老匯舞台劇《法拉格北站》，年輕的總統競選發言人捲入政治鬥爭與情色風暴之中。

## 演員
- 瑞恩·高斯林 飾演 斯蒂芬·梅耶斯，莫里斯负责竞选活动团队的助手[9]。
- 喬治·克隆尼 飾演 麥克·莫里斯，宾夕法尼亚州州长，民主党总统竞选人[9]。
- 菲臘·西摩·荷夫曼 飾演 保羅·扎拉，莫里斯负责竞选活动的助手和顾问[10]。
- 保羅·吉馬蒂 飾演 湯姆·達菲，競爭对手的竞选活动的助手[11]。
- 伊雯·瑞秋·伍德 飾演 莫莉·斯登，莫里斯竞选活动的实习生[11]。
- 瑪麗莎·托梅 飾演 依妲·荷若維茲，纽约时报记者[11]。
- 傑佛瑞·萊特 飾演 莫里斯负责竞选团队的成员。
- 詹妮弗·艾莉 飾演 辛迪·莫里斯，麥克·莫里斯的妻子。
- 格雷戈里·艾辛（英语：Gregory Itzin） 飾演 前參議員傑克·斯登，莫莉·斯登的父亲，民主党全国委员会的主席。
- 邁克爾·曼特爾 飾演 阿肯色州参议员特德·普爾曼，莫里斯的初期竞选竞争对手。

## 發行
2011年8月31日，電影以第68屆威尼斯電影節的開幕片的身分首映。索尼影視娛樂僅購買了美國的發行權，於是由Alliance Films負責加拿大的發行。索尼希望克魯尼保持戲劇的頭銜，但《選戰風雲》已經定稿。電影原本預定於2011年12月進行有限上映，2012年1月廣泛發行。然而，索尼最終將電影的上映日期推遲到2011年10月14日，但後來又移動至10月7日。

## 評價
爛番茄新鮮度84%，基於221條評論，平均分為7.3/10，而在Metacritic上得到67分，收穫普遍好評。據CinemaScore調查，觀眾的平均評價於A+至F間落於「B」 。
香港《頭條日報》的葉念琛表示：「喜歡《選戰風雲》，或許就是她承繼了好萊塢政治電影的優良傳統。以選舉為主題，卻又提供了更廣闊的想像空間教人思量。」